# Mantua (Cuba)
Pour les articles homonymes, voir Mantua.
Mantua est une ville et une municipalité de Cuba, dans la province de Pinar del Río.

## Géographie

### Situation, présentation
La ville de Mantua, dans l'ouest de l'île de Cuba, est située à 
260 km au sud-ouest de La Havane 
et à 96 km à l'ouest-sud-ouest de sa capitale de province Pinar del Río (détour par Isabel Rubio[Qui ?] sur Guane pour retrouver la carretera central). 
Au sud-ouest, la municipalité borde la baie de Guadiana (es), qui ouvre sur le golfe du Mexique.
Sur la côte nord-ouest, la municipalité inclut plusieurs îles de l'archipel des Colorados : cayos de Buena Vista, Rapado Chico, Rapado Grande (avec les plages de Playa la Cana sur la côte, face à ces deux derniers), Diego (suivis à l'est par punta Tabaco, jusqu'à la punta de Baja et l'anse de Baja,). Pour l'environnement maritime, le plus intéressant est peut-être le collier continu de récifs effleurant la surface au nord de ces îles (voir les photos satellite ci-dessous — l'angle de prise de la seconde photo est incliné vers l'est).

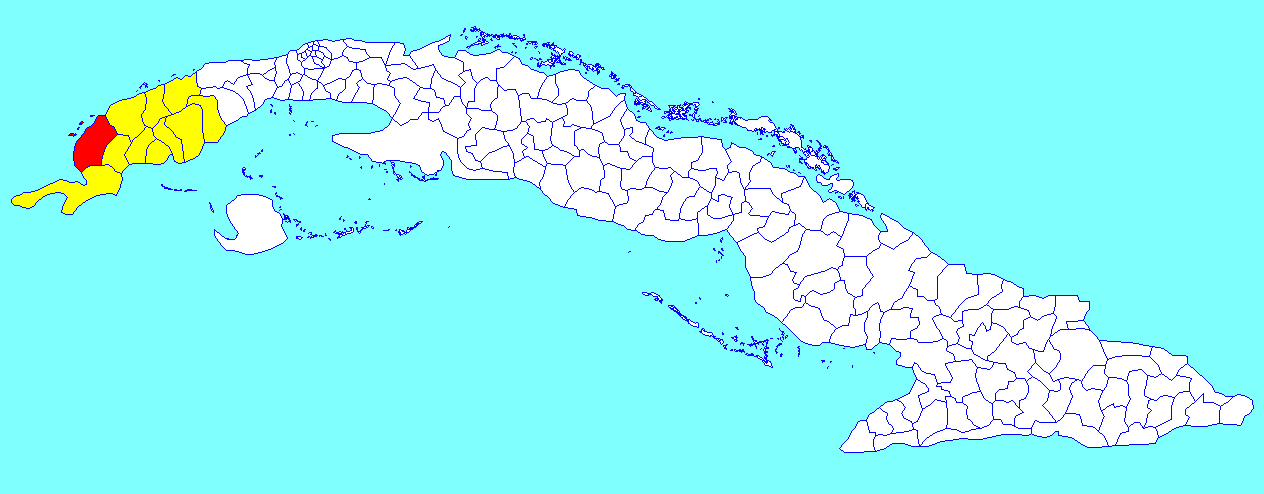
Municipalité de Mantua dans la province de Pinar del Río.
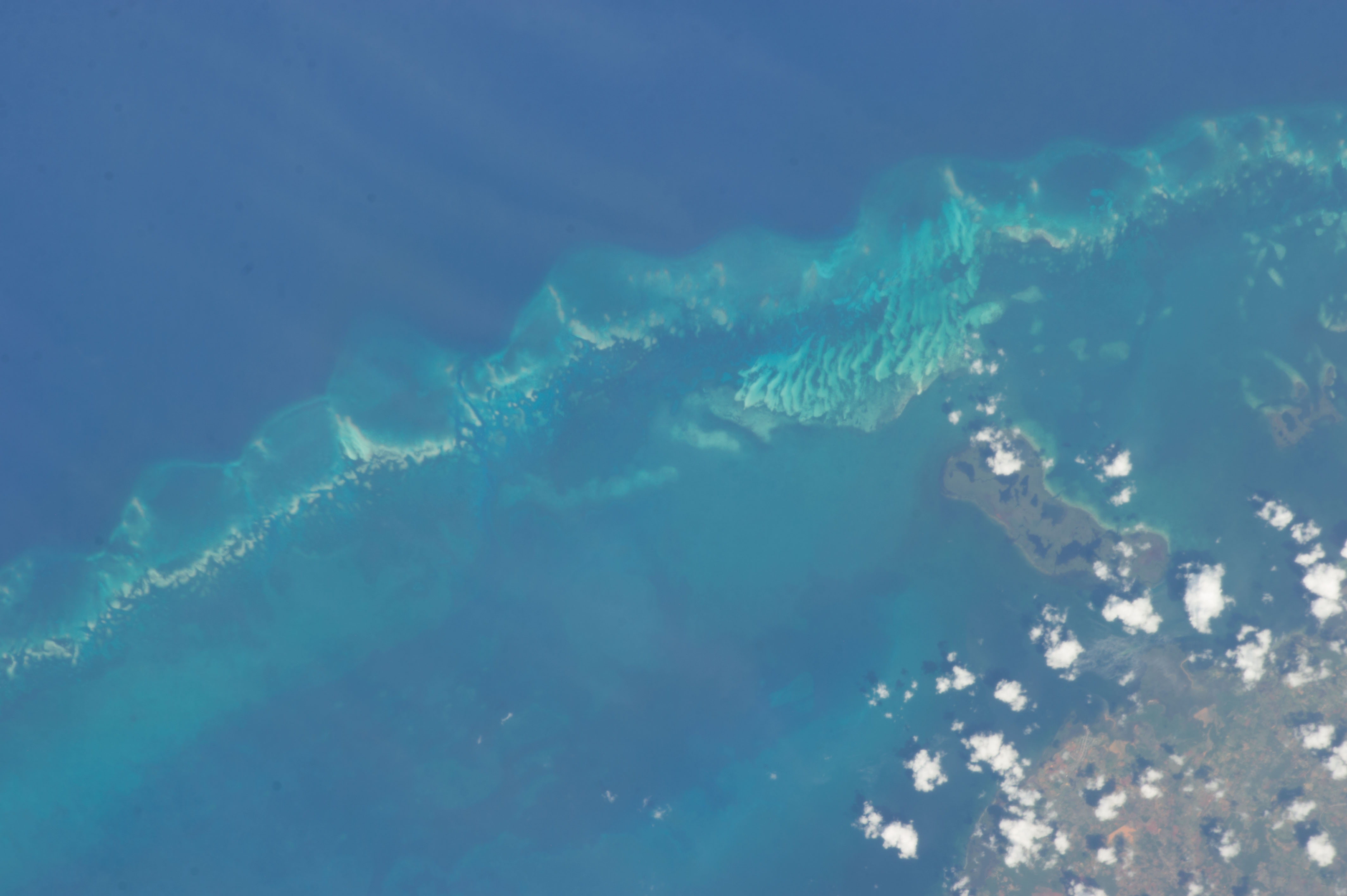
Cayos de Buenavista et Rapado Chico.
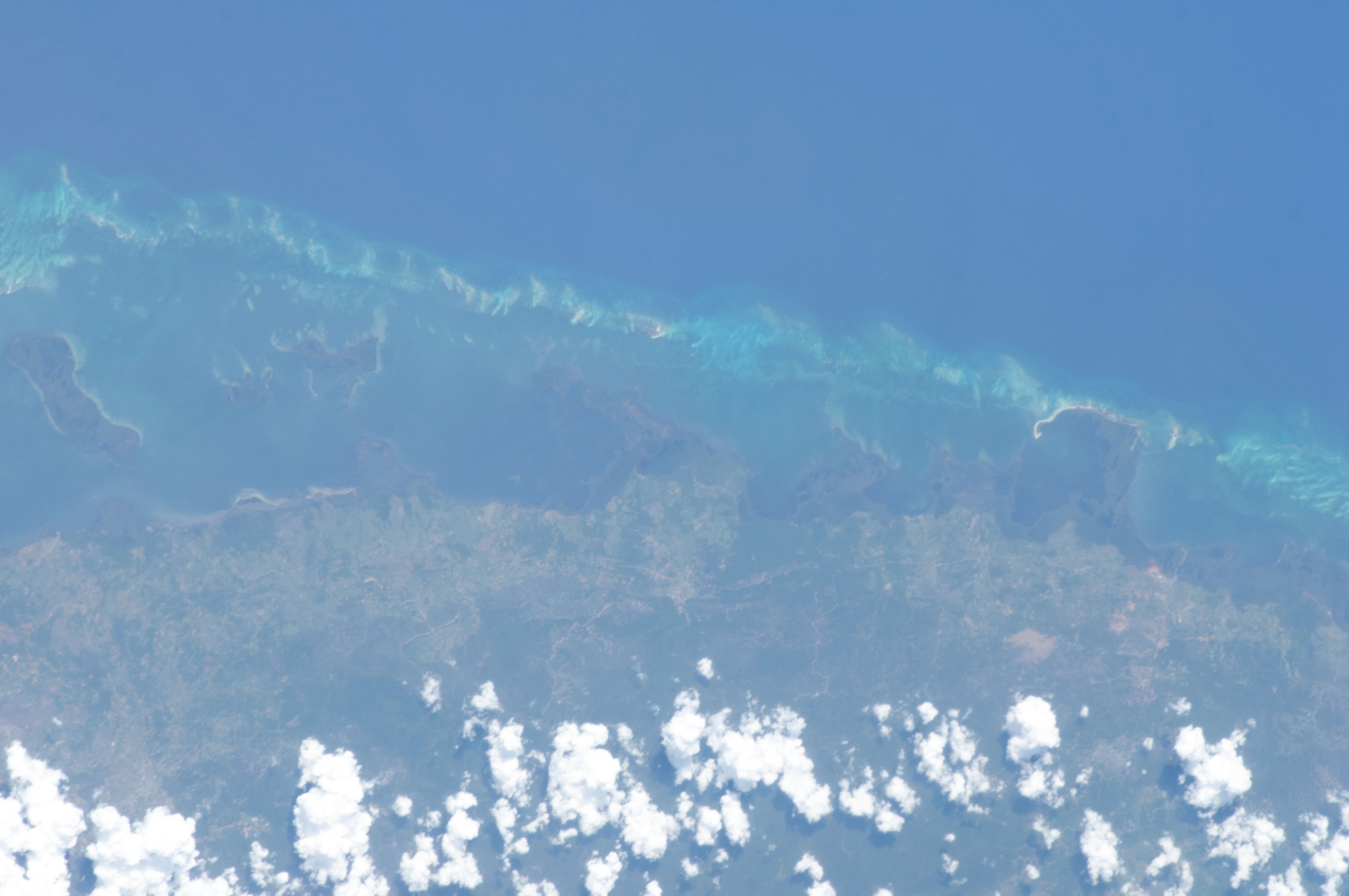
Cayos de Buenavista, Rapado Chico, Rapado Grande, Diego, puntas Tabaco, de Baja et anse de Baja.

### Divisions administratives
La municipalité inclut neuf consejos populares :
- El Ají
- Montezuelo
- Mantua
- Pino Gordo
- Los Arroyos
- El Roble
- La Ceja
- Dimas
- Macurije

## Population
En 2022, la population de la municipalité est estimée à 23 233 habitants. Pour une surface de 914,6 km2, la densité est de plusieurs habitants/km²[Combien ?].